# تپه حاجی‌آباد ۶۷ -K
تپه حاجی‌آباد ۶۷ -K مربوط به دوران پیش از تاریخ ایران باستان - دوران‌های تاریخی پس از اسلام است و در شهرستان کنگاور، روستای حاجی‌آباد واقع شده و این اثر در تاریخ ۱۰ دی ۱۳۸۱ با شمارهٔ ثبت ۶۶۲۴ به‌عنوان یکی از آثار ملی ایران به ثبت رسیده است.